# アサバスカ湖
座標: 北緯59度16分 西経109度27分 / 北緯59.267度 西経109.450度

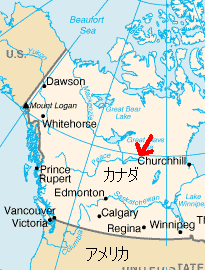
アサバスカ湖の位置（赤矢印）

アサバスカ湖（アサバスカこ、Lake Athabasca）とは、北アメリカ大陸の北部に存在する湖の1つである。

## 概要
アサバスカ湖は、おおよそ北緯59度、西経110度付近に広がっている、面積は約7850km2、最大水深は124m（平均水深は約20m程度）で、貯水量は約204km3の東西に長い形状の湖である。この場所は、カナダのアルバータ州の北東の角と、同じくカナダのサスカチュワン州の北西の角に当たり、このアサバスカ湖は、この両州にまたがっている。そしてこの両州にとってこの湖は最も深くて大きな湖であり、その大きさはカナダ全体で見ても8番目に大きな湖である。アサバスカ湖の水面の標高は約213mであり、湖の西端部には南からアサバスカ川が流れ込んでいて、同じく西端部から北西へスレイブ川へとつながる川が流れ出している。そしてスレイブ川は、グレートスレイブ湖へと注いている。この他、アサバスカ湖にはフォン・デュ・ラック川が流れ込んでいるなど、他にも幾つか関係する河川が存在する。アサバスカ湖西部に注ぐピース川とアサバスカ川の内陸三角州であるピース・アサバスカ・デルタ一帯は1982年にラムサール条約に登録された。
なお、湖名の「アサバスカ（aðapaskāw）」というのはクリー語で「次々と植物が生えている場所」といった意味であり、要するに、何種類もの植物が見られる場所ということであるという説と、それとは別に、「アサバスカ」はクリー語で「アシの生えている場所」という意味で、つまり、アシの生えるような水辺であるという説も存在する。
この他特筆すべきこととして、アサバスカ湖は、かつてグレートベア湖、グレートスレイブ湖などとつながっていたと考えられている。かつては、これらの湖全て覆うマッコーネル湖が存在したとされており、これらの湖はマッコーネル湖の残渣と考えられている。このため、これら3つの湖は「姉妹の湖」などと喩えられることもある。

## 周辺地域
アサバスカ湖の北岸にはウランの鉱山や金の鉱山が存在していたものの、これらは1980年代までに全て閉鎖された。しかし、この鉱山での採鉱のために、アサバスカ湖の北岸付近は酷く汚染されてしまった。

## アサバスカ山との関係
カナダのアルバータ州にはアサバスカ山という山が存在しているものの、このアサバスカ山の「アサバスカ」は、アサバスカ湖の名称を単に引用して命名されただけのことである。